# Cumiana
Cumiana (Cumian-a in piemontese) è un comune italiano di 7 780 abitanti della città metropolitana di Torino in Piemonte. 

## Geografia fisica

### Territorio

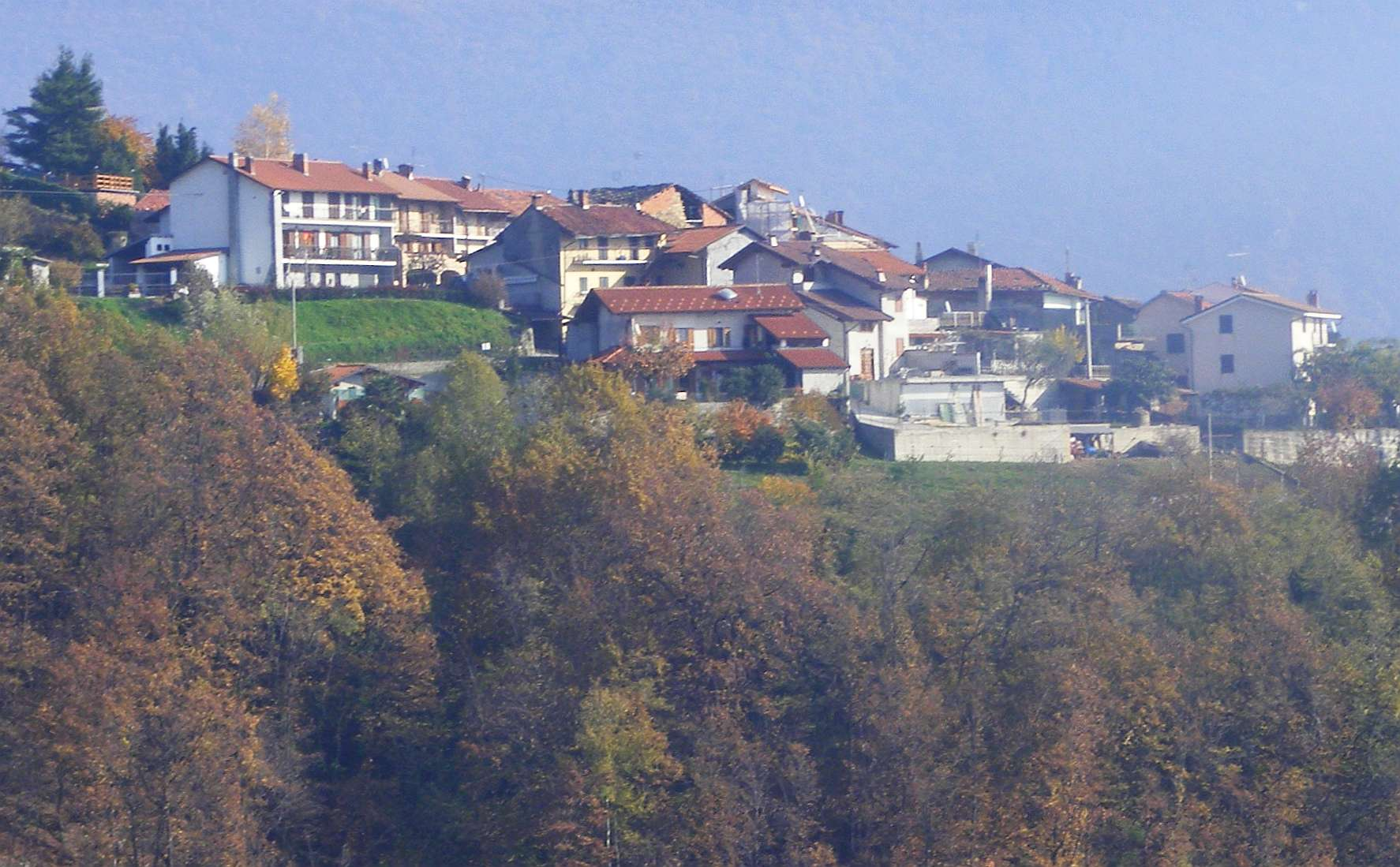
Frazione Berga

Il territorio comunale culmina con il Monte Sperino (1452 m), situato nei pressi del Monte Freidour. La quota minima si tocca invece alla Cascina Crimea (259 m), ovvero al confine con i Comuni di Volvera e di Piossasco.
Il territorio di Cumiana è compreso nel bacino del torrente Chisola, che ne attraversa anche il centro comunale.
Il paese si estende dalla bassa pianura Pinerolese sino alle montagne. Il capoluogo è in località Motta dove si trova anche la principale parrocchia, la cui chiesa è dedicata alla Natività di Maria. Si trova nella fascia pedemontana a 15 km da Pinerolo. Il Comune è formato da un numero grandissimo di borgate e frazioni (una sessantina):
- nella pianura: Baite, Luisetti, Listelli, Marsaglia, Tetti Moretta, Piane, Cascine Nuove, Madonna della Neve, Bivio, Ferragatta ed Enta;
- in collina e montagna: Tavernette (comune autonomo, per vari anni sotto la denominazione di "Oliva", annesso a Cumiana nel 1928), Pieve (sede di una parrocchia autonoma), Costa, Maritani, Picchi, Trucco Levrino, Trucco Mene, Ruata Lombarda, Mollar, Giorda, Galli Alti, Galli Bassi, Allivellatori, Verna, Bastianoni, Paschero, Picchetta, Tetti San Martino, Colletta (in cima al colle su cui si transita verso la Val Sangone), Ravera, Morelli, Moncalarda, Mago, Montegrosso, Guardia, Camussi, Carelli, Faraudi, Berga, Franchini, Giacotti, Ruata Ponsino, Dagheri, Gonteri, Ciom, Oreglia, Porta, Villar Alto, Villar Basso, Costa, San Gervasio, Sala, Martinetto, Ferragatta, Ruata Asciutta, Badino, Grange, Fiola, Bianchi, Burdini, Raimondi, Canali Alti, Canali Bassi e Lusante.

Nella frazione Verna passa il 45º parallelo e la particolarità geografica è ricordata da due cartelli indicatori sulla strada che porta alla frazione, proveniente dal lato della Colletta di Cumiana.

### Clima
In base alla media trentennale di riferimento 1961-1990, la temperatura media del mese più freddo, gennaio, si attesta a -0,3 °C; quella del mese più caldo, luglio, è di +21,8 °C.
Le precipitazioni medie annue si aggirano tra i 750 e gli 800 mm, mediamente distribuite in 74 giorni, e presentano minimi relativi in inverno ed estate e massimi in primavera ed autunno [1].

## Storia
Il primo documento che parla di Quomoviana risale al l'810 durante l'Impero carolingio ed è l'atto di donazione di Teuctario, probabilmente un signore longobardo discendente di un arimanno, che, sebbene vinto, aveva comunque mantenuto le cariche pubbliche ed i feudi e che, rimasto senza eredi diretti, aveva donato il territorio all'Abbazia di Novalesa. Una copia originale dell'atto (X secolo) è conservata negli archivi dell'Abbazia stessa.
Verso la metà del X secolo il dominio sulla Marca di Torino, da cui dipendeva anche Cumiana, passò alla Casa degli Arduinici e, verso la fine del secolo XI, Umberto II conte di Savoia con l'aiuto di alcuni feudatari locali conquistò i territori della Marca di Torino.

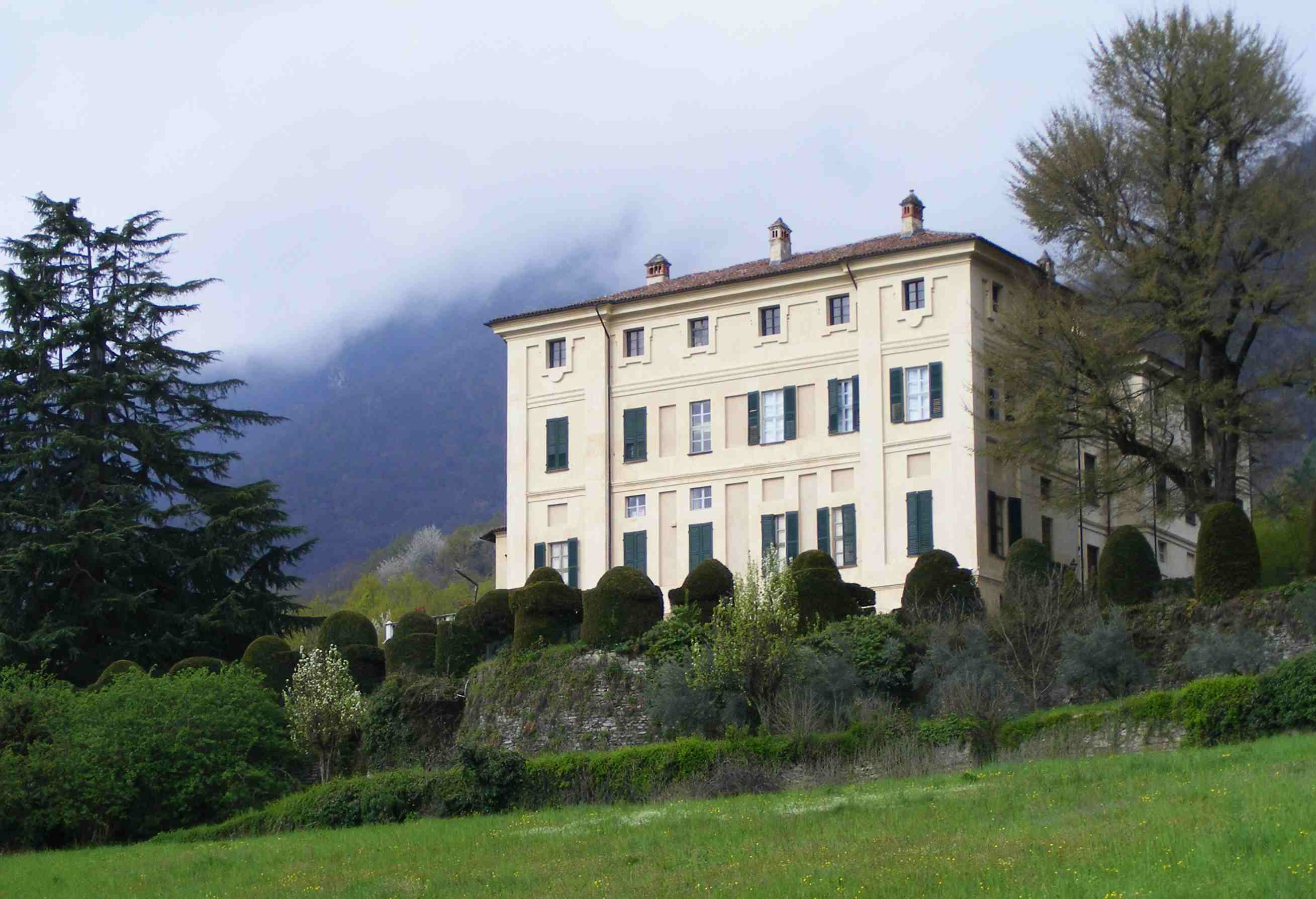
Frazione Costa: il castello dei conti Canalis.

Dal 1294 al 1366 Cumiana passò sotto il dominio dei principi del ramo Savoia-Acaia i quali assegnarono il suo territorio ad alcuni signori locali, i più importanti dei quali furono i Canalis che conservarono il feudo anche nei periodi del Ducato di Savoia e dei regni di Sicilia e di Sardegna, fino alla campagna d'Italia di Napoleone Bonaparte (1797).
Tuttavia tra il 1429 ed il 1661 Cumiana venne proclamata Comune, affrancandosi così dal dominio dei Canalis, pur versando loro un canone annuo ed ottenendo una limitata libertà di legiferare ed imporre tasse. Durante questo periodo, nel 1517 il territorio fu invaso dai Francesi che lo tennero fino al 1559 quando il duca Emanuele Filiberto I di Savoia riconquistò tutti i suoi territori.
Dopo il ritorno in Piemonte dei Savoia e dalla seconda metà del XIX secolo fino all'inizio della prima guerra mondiale molti Cumianesi furono costretti ad emigrare alla ricerca di migliori condizioni di vita, soprattutto verso la vicina Francia e l'America del Sud.
Nel 1944 Cumiana fu teatro di un eccidio operato dai tedeschi che costò la vita a 51 cumianesi.
Nel 2010 il comune ha festeggiato i 1200 anni di storia.

### Simboli
Lo stemma era in uso dal XVII secolo ed è stato riconosciuto con DCG dell'8 febbraio 1937. Raffigura un cavallo indomito senza briglie in colore grigio poggiante con le zampe posteriori su una porzione di terreno erboso con ceppaia su campo azzurro.
Nella Bibliografia storica degli Stati della monarchia di Savoia del 1893 si trova la blasonatura: di rosso, al cavallo allegro e ritto d'argento. Motto: Non vi sed virtute domatur.

### Onorificenze
Il comune è stato insignito dell'onorificenza per quella che è stata definita la Strage di Cumiana.

## Monumenti e luoghi d'interesse

### Architetture religiose

#### Chiesa parrocchiale della Natività di Maria
Situata sull'altura della località Motta, deve la sua struttura attuale agli architetti Morari: Giovan Battista, progettista, deceduto prima della realizzazione, e Felice Nicolao, figlio di Giovan Battista, che la realizzò a metà del XVIII secolo. Si tratta di un edificio in stile barocco, costituito da una navata sormontata da una cupola ellissoidale: è la maggior chiesa a pianta ovale del Piemonte, dopo il Santuario di Vicoforte, misurando ben 50 metri in lunghezza per 26 in larghezza. Fatto notevole, la cupola poggia direttamente sulla trabeazione senza interposizione di un tamburo. Nel 1833 venne affidata all'architetto Gaetano Lombardi la ristrutturazione della parte absidale, che fu realizzata in stile neoclassico. La maestosa facciata è realizzata in pietra di Cumiana.

#### Chiesa dei Santi Rocco e Sebastiano
Chiesa dell'omonima confraternita, sita sull'altura della località Motta, proprio di fronte alla chiesa parrocchiale della Natività di Maria. Da 18 anni tra l'Immacolata e l'Epifania viene allestito nelle sue sale un presepe animato di 60 metri quadrati, rinnovato ogni anno. 

#### Chiesa di San Giacomo
Nella frazione Tavernette, sulla statale che collega Torino a Pinerolo, sorge una piccola cappella fronteggiata da un antico campanile romanico, un tempo parrocchiale intitolata a San Nazario di Ceretto, decorata esternamente con uno sbiadito affresco del XIV secolo, ormai difficilmente leggibile, che rappresenta San Cristoforo. La costruzione della cappella risale al 1040. La chiesa oggi è spoglia e disadorna al suo interno; le sue ricchezze sono andate in buona parte perse nel corso degli anni, anche a causa della sua decadenza. A partire dal XVII secolo, infatti, perse progressivamente di importanza.

#### Campanile di San Gervasio
A ridosso del crinale della Rocca Due Denti, nella borgata San Gervasio, sorge un sobrio campanile romanico. Il campanile è in muratura semplice con quattro aperture alla sommità, una per lato, in corrispondenza della cella campanaria.
Sul lato esposto a ovest sono ancora visibili, seppur poco leggibili, i resti di un dipinto della fine del XV secolo rappresentante l'Assunzione della Vergine attribuito al Maestro di Cercenasco, pittore attivo in Piemonte e particolarmente aggiornato sull'arte rinascimentale.

### Castello della Marsaglia
Al confine con il comune di Piscina sorge il castello della Marsaglia, celebre per l'omonima battaglia che si combatté nei suoi pressi il 4 ottobre 1693 fra i soldati francesi guidati dal Catinat e i piemontesi comandati dal duca Vittorio Amedeo II di Savoia. La struttura si presenta con una pianta a quadrilatero a tre piani, anche se in origine doveva essere più alto, con una torre di spigolo, l'unica rimasta. Sulla facciata rimangono i deboli segni delle antiche aperture del ponte levatoio, che doveva essere inserito nella torre di ingresso. Il preesistente fossato e le difese esterne sono completamente scomparse, mentre l'interno è stato pesantemente ristrutturato rispetto al progetto originario.
 Da un'analisi dei materiali, mattoni e cotto, il Conti, nella sua opera Castelli del Piemonte, ha osservato che il castello potrebbe essere stato costruito in più riprese, in quanto le due pareti poste a destra e a sinistra della facciata principale sono molto diverse fra di loro.

## Società

### Evoluzione demografica
Negli ultimi cinquanta anni, a partire dal 1971, la popolazione residente è aumentata del 38%.
Abitanti censiti

### Etnie e minoranze straniere
Secondo i dati Istat al 31 dicembre 2017, i cittadini stranieri residenti a Cumiana sono 370, così suddivisi per nazionalità, elencando per le presenze più significative:
1. Romania, 172
2. Moldavia, 35
3. Albania, 27
4. Croazia, 20

## Infrastrutture e trasporti
Dal 1889 al 1936 Cumiana fu capolinea di una tranvia a vapore per Torino e Orbassano; oggi è servita da linee automobilistiche extraurbane.

## Amministrazione

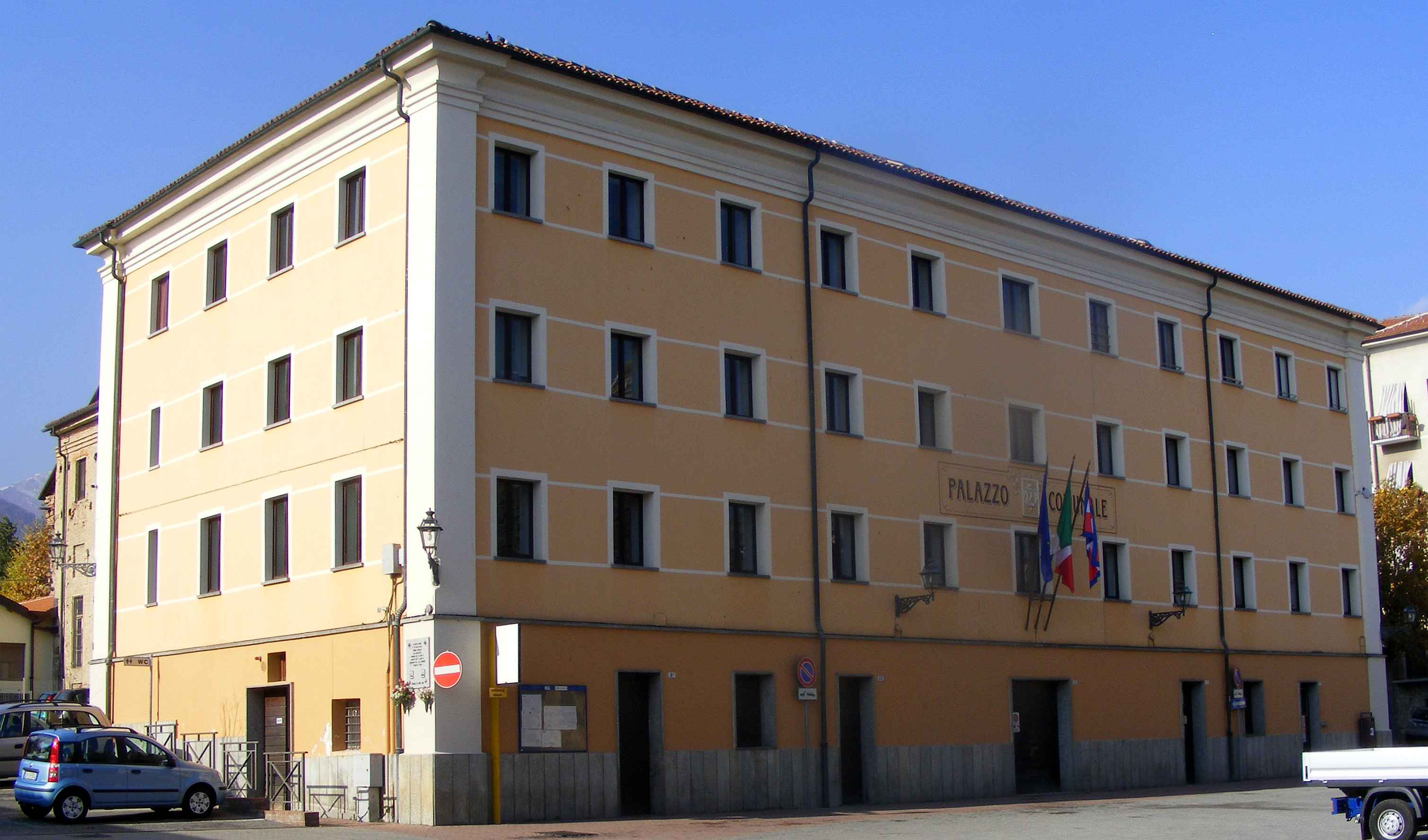
Il municipio

| Periodo | Periodo   | Primo cittadino       | Partito                                                      | Carica                  | Note |
| ------- | --------- | --------------------- | ------------------------------------------------------------ | ----------------------- | ---- |
| 1941    | 1944      | Giuseppe Durando      | Partito Fascista                                             | Podestà                 |      |
| 1944    | 1945      | Ermenegildo Massarino |                                                              | Commissario prefettizio |      |
| 1945    | 1945      | Ernesto Benedetto     | Partito Comunista Italiano                                   | Sindaco                 |      |
| 1945    | 1946      | Agostino Carbone      | Partito Liberale Italiano                                    | Sindaco                 |      |
| 1946    | 1951      | Giovanni Issoglio     | Democrazia Cristiana                                         | Sindaco                 |      |
| 1951    | 1955      | Pilade Simonetti      | Indipendenti di sinistra - "Il cavallo"                      | Sindaco                 |      |
| 1955    | 1956      | Francesco Rocco       |                                                              | Commissario prefettizio |      |
| 1956    | 1960      | Giuseppe Franchino    | Democrazia Cristiana                                         | Sindaco                 |      |
| 1960    | 1964      | Michelangelo Ferrero  | Democrazia Cristiana                                         | Sindaco                 |      |
| 1964    | 1970      | Germano Oseglia       | Democrazia Cristiana                                         | Sindaco                 |      |
| 1970    | 1972      | Giovanni Maletto      | Democrazia Cristiana                                         | Sindaco                 |      |
| 1972    | 1975      | Ettore Aielli         | Democrazia Cristiana, poi Partito Socialdemocratico Italiano | Sindaco                 |      |
| 1975    | 1978      | Mario Ruffinatto      | Democrazia Cristiana                                         | Sindaco                 |      |
| 1978    | 1979      | Cesare Bianco         | Partito Comunista Italiano                                   | Sindaco                 |      |
| 1979    | 1979      | Romano Fusco          |                                                              | Commissario prefettizio |      |
| 1979    | 1983      | Walter Tassone        | Democrazia Cristiana                                         | Sindaco                 |      |
| 1983    | 1988      | Walter Tassone        | Democrazia Cristiana                                         | Sindaco                 |      |
| 1988    | 1989      | Walter Tassone        | Democrazia Cristiana                                         | Sindaco                 |      |
| 1989    | 1993      | Luigi Bernardi        | Democrazia Cristiana                                         | Sindaco                 |      |
| 1993    | 1997      | Gianfranco Poli       | Lista civica "Lista civica per Cumiana"                      | Sindaco                 |      |
| 1997    | 2001      | Gianfranco Poli       | Lista civica "Lista civica per Cumiana"                      | Sindaco                 |      |
| 2001    | 2006      | Roberto Costelli      | Lista civica "Lista civica per Cumiana"                      | Sindaco                 |      |
| 2006    | 2011      | Roberto Costelli      | Lista civica "Lista civica per Cumiana"                      | Sindaco                 |      |
| 2011    | 2013      | Ettore Ajelli         | Lista civica "Uniti per Cumiana"                             | Sindaco                 |      |
| 2014    | 2014      | Enrico Ricci          |                                                              | Commissario prefettizio |      |
| 2014    | 2019      | Paolo Poggio          | Lista civica "CumianaViVa"                                   | Sindaco                 |      |
| 2019    | 2019      | Marita Bevilacqua     |                                                              | Commissario prefettizio |      |
| 2019    | 2024      | Roberto Costelli      | Lista civica "Noi per Cumiana"                               | Sindaco                 |      |
| 2024    | in carica | Roberto Costelli      | Lista civica "Noi per Cumiana"                               | Sindaco                 |      |

### Gemellaggi
- San Guillermo
- Saint-Jean-de-Bournay
- Erlangen Città amiche

### Altre informazioni amministrative
Il comune di Cumiana è convenzionato con l'Unione montana valli Chisone e Germanasca. Nel territorio comunale è istituito il Parco provinciale del Monte Freidour.

## Attrattive
All'interno del territorio è presente il parco zoologico Zoom Torino.

## Sport
La principale squadra di calcio della città è l'A.S.C. Cumiana Calcio che milita nel girone E di Prima Categoria.